# Adachi to Shimamura
Adachi to Shimamura (安達としまむら Adachi and Shimamura) ist eine Light-Novel- und Mangaserie des japanischen Romanciers Hitoma Iruma, die seit 2012 im Dengeki Bunko Magazin des Verlages ASCII Media Works erscheint. Das Werk ist in den Genres Romance, Slice of Life und Yuri einzuordnen und richtet sich an eine erwachsene Leserschaft. Adachi to Shimamura setzt sich mit dem Alltags- und Gefühlsleben der beiden Namensgeberinnen Sakura Adachi und Hōgetsu Shimamura, zwei Oberschülerinnen, auseinander.
Die Romanreihe erfuhr zwei Umsetzungen als Manga-Reihe. Die erste erschien zwischen 2016 und 2017 im Online-Magazin Gangan Online von Square Enix. Eine zweite Umsetzung erscheint seit Mai 2019 bei ASCII Media Works. 2020 wurde ein Anime zum Manga im japanischen Fernsehen gezeigt. Die Serie entstand im Studio Tezuka Productions.

## Handlung
Sakura Adachi und Hōgetsu Shimamura sind zwei Oberschülerinnen, die sich eines Tages zufällig in der zweiten Etage der Sporthalle treffen und auf Anhieb beste Freundinnen werden. Beide schwänzen gern den Unterricht und verbringen so die meiste Zeit zu zweit miteinander: Sei es beim Tischtennis spielen in der Halle, Gespräche über die Lieblingsfernsehserie oder beim einfachen Entspannen. Während Shimamura immer wieder am Unterricht teilnimmt, war Adachi schon sehr lange abwesend. Durch ihre neue Freundin nimmt sie doch wieder ein paar Mal teil. Wie sie bald verrät, arbeitet sie abends. Durch Zufall findet Shimamura heraus, dass sie in einem chinesischen Restaurant kellnert, was Adachi peinlich ist. Mit der Zeit entwickelt Adachi romantische Gefühle für ihre Freundin und auch Shimamura findet ihre Mitschülerin niedlich und verbringt gerne Zeit mit ihr, sodass sich beide langsam näher kommen. Dabei müssen sie ihren unterschiedlichen Charakter kennenlernen und miteinander umgehen lernen. So ist Shimamura viel offener als Adachi und der Umgang mit anderen fällt ihr viel leichter – zum Beispiel mit ihrer jüngeren Schwester oder anderen Kindern, wie der selbsterklärten Außerirdischen Yashiro Chikama, denen die beiden immer wieder über den Weg laufen. Mit Akira Hino und Taeko Nagafuji hat Shimamura auch zwei gute Freundinnen. Die beiden kennen sich schon seit früher Kindheit. Auch diese beiden Mädchen merken, dass sie mehr füreinander empfinden als nur Freundschaft.

## Medien

### Light Novel
Hitoma Iruma, der auch die Romanreihe Denpa Onna to Seishun Otoko schrieb, startete Adachi to Shimamura im Oktober 2012. Dieser wird im Dengeki Bunko Magazin in gedruckter Form veröffentlicht. Der erste Band wurde allerdings erst im März des Folgejahres veröffentlicht. Die Zeichnungen stammen von Nozomi Ōsaka, die auch die Illustrationen für die Romanreihe Chūnibyō Demo Koi ga Shitai! anfertigte.
Der nordamerikanische Verlag Seven Seas Entertainment gab im September des Jahres 2019 bekannt, die Romanserie für den englischsprachigen Raum lizenziert zu haben.
| Band | Veröffentlichung (Japan) | ISBN (Japan)            |
| ---- | ------------------------ | ----------------------- |
| 1    | 10. März 2013            | ISBN 978-4-04-891421-5. |
| 2    | 10. Sep. 2013            | ISBN 978-4-04-891960-9. |
| 3    | 9. Aug. 2014             | ISBN 978-4-04-866777-7. |
| 4    | 9. Mai 2015              | ISBN 978-4-04-865115-8. |
| 5    | 10. Nov. 2015            | ISBN 978-4-04-865505-7. |
| 6    | 10. Mai 2016             | ISBN 978-4-04-865946-8. |
| 7    | 10. Nov. 2016            | ISBN 978-4-04-892517-4. |
| 8    | 10. Mai 2019             | ISBN 978-4-04-912383-8. |
| 9    | 10. Okt. 2020            | ISBN 978-4-04-913128-4. |
| 10   | 10. Sep. 2021            | ISBN 978-4-04-913998-3. |
| 11   | 9. Dez. 2022             | ISBN 978-4-04-914689-9. |

### Manga
Die Romanserie inspirierte zwei Umsetzungen als Manga-Reihe. Die erste Umsetzung mit Illustrationen von Mani erschien vom 4. April 2016 bis zum 22. Dezember 2017 auf der Gangan-Online-Webseite des Verlages Square Enix. Die Umsetzung erfuhr eine gedruckte Veröffentlichung in drei Bänden im Tankōbon-Format.
| Band | Veröffentlichung (Japan) | ISBN (Japan)            |
| ---- | ------------------------ | ----------------------- |
| 1    | 22. Dez. 2016            | ISBN 978-4-7575-5188-6. |
| 2    | 9. Juni 2017             | ISBN 978-4-7575-5346-0. |
| 3    | 22. Dez. 2017            | ISBN 978-4-7575-5523-5. |

Eine zweite Umsetzung mit Zeichnungen von Moke Yuzuhara startete am 25. Mai 2019 im Comic Dengeki Daiō des Verlegers ASCII Media Works. Yen Press veröffentlicht die Manga-Umsetzung im englischen Sprachraum.
| Band | Veröffentlichung (Japan) | ISBN (Japan)            |
| ---- | ------------------------ | ----------------------- |
| 1    | 27. Nov. 2016            | ISBN 978-4-04-912870-3. |
| 2    | 10. Okt. 2020            | ISBN 978-4-04-913482-7. |
| 3    | 27. Mai 2021             | ISBN 978-4-04-913811-5. |
| 4    | 26. Feb. 2022            | ISBN 978-4-04-914265-5. |

### Anime-Fernsehserie
Am 6. Mai 2019 wurde eine Umsetzung als Anime-Fernsehserie angekündigt. Der Anime entstand im Studio Tezuka Productions unter der Regie von Satoshi Kuwabara. Keiichirō Ōchi, der auch an den Produktionen von The Quintessential Quintuplets und Hinamatsuri beteiligt war, schrieb das Drehbuch für die Serie, während Shizue Kaneko das Charakterdesign entwarf. Die künstlerische Leitung lag bei Masami Saito und für die Kameraführung war Tsuyoshi Shimura verantwortlich. Die Tonarbeiten leitete Satoshi Motoyama.
Die Anime-Fernsehserie startete am 8. Oktober 2020 im japanischen Fernsehen, wo die Serie auf BS11 und TBS ausgestrahlt wird. Die Ausstrahlung wurde am 25. Dezember 2020 mit der zwölften Folge abgeschlossen. Im deutschsprachigen Raum zeigte Wakanim die Serie im Simulcast mit deutschen Untertiteln. Funimation sicherte sich die Lizenz an der Anime-Fernsehserie und zeigte diese in Nordamerika, dem Vereinigten Königreich sowie in Australien und Neuseeland über AnimeLab. Inzwischen ist der Anime auf der Plattform Crunchyroll mit Untertiteln in vielen Sprachen zugänglich.

#### Synchronisation
| Rolle             | Japanische Stimme (Seiyū) |
| ----------------- | ------------------------- |
| Sakura Adachi     | Akari Kitō                |
| Hōgetsu Shimamura | Miku Itō                  |
| Akira Hino        | Manami Numakura           |
| Taeko Nagafuji    | Reina Ueda                |
| Yashiro Chikama   | Iori Saeki                |
| Tarumi            | Ai Kayano                 |

#### Musik
Die in der Serie zu hörende Musik wurde von Natsumi Tabuchi, Hanae Nakamura und Miki Sakurai komponiert. Das Lied im Vorspann Kimi ni Aeta Hi wurde von Miku Itō und Akari Kitō, die in der Serie die beiden Hauptcharaktere Sakura Adachi und Hōgetsu Shimamura sprechen, gesungen. Kitō sang überdies das Abspannlied Kimi no Tonari de.